# Peyman Talebi
Peyman Talebi (nacido el 8 de junio de 1987) en Teherán es un presentador Televisión, orador Radio y cantante de Irán.
Se graduó con una licenciatura en ingeniería civil de la Universidad de Hamadan. Talebi Ka comenzó su carrera como reportero en Simai de la provincia y luego pasó a la radio. También es activo en el campo del canto y ha interpretado piezas en diferentes géneros.

## Actividades
Obtuvo ABU Sri Lanka y tiene la experiencia de cantar en varios programas de radio, dice que la música no es mi preocupación y es solo mi interés. dejó la radio en 2015 y llegó a la televisión, Talebi ha estado con el programa médico y terapéutico Tabib (programa de TV), en IRIB TV3 durante varios años y es el presentador del programa semanal Zinde Roud en la cadena provincial Isfahán. ha sido.

## Márgenes
Peyman Talebi, dijo con palabras duras en el Tabib, programa que el número de muertos de Corona es solo un número para las autoridades. Refiriéndose a las declaraciones de Zali y
Javad Zarif, pidió a los funcionarios que "cerraran la boca por solo una semana" y no dieran discursos ni entrevistas. Las palabras de este presentador de televisión tuvieron un amplio impacto y provocaron muchas reacciones y provocaron que fuera reprendido.
Peyman Talebi, el anfitrión del Dr. Tabib, dijo: "Usted hizo, el pollo caro, nos llevamos bien con eso". Trataremos la historia del precio de la carne y no comprarla, lo mismo con la historia del precio de la fruta, y autos, pero la demanda ahora es solo una cosa, por favor compre un vacuna.
En una de sus actuaciones, el médico invitado de su programa afirmó que la oración es la causa de la artritis y el dolor de rodilla, y debido a que Talebi no reaccionó a estas palabras, se lanzaron muchas críticas contra él y su programa y fue suspendido por un período de tiempo.